# Monts Great Smoky
Cet article concerne la chaîne de montagne. Pour l'aire protégée, voir Parc national des Great Smoky Mountains.
Les monts Great Smoky, en anglais Great Smoky Mountains, aussi appelés Smokies, sont une chaîne de montagne de la Caroline du Nord et du Tennessee, aux États-Unis. La chaîne est une subdivision des montagnes Blue Ridge, elles-mêmes subdivision des Appalaches.
Le parc national des Great Smoky Mountains englobe une partie de la chaîne.

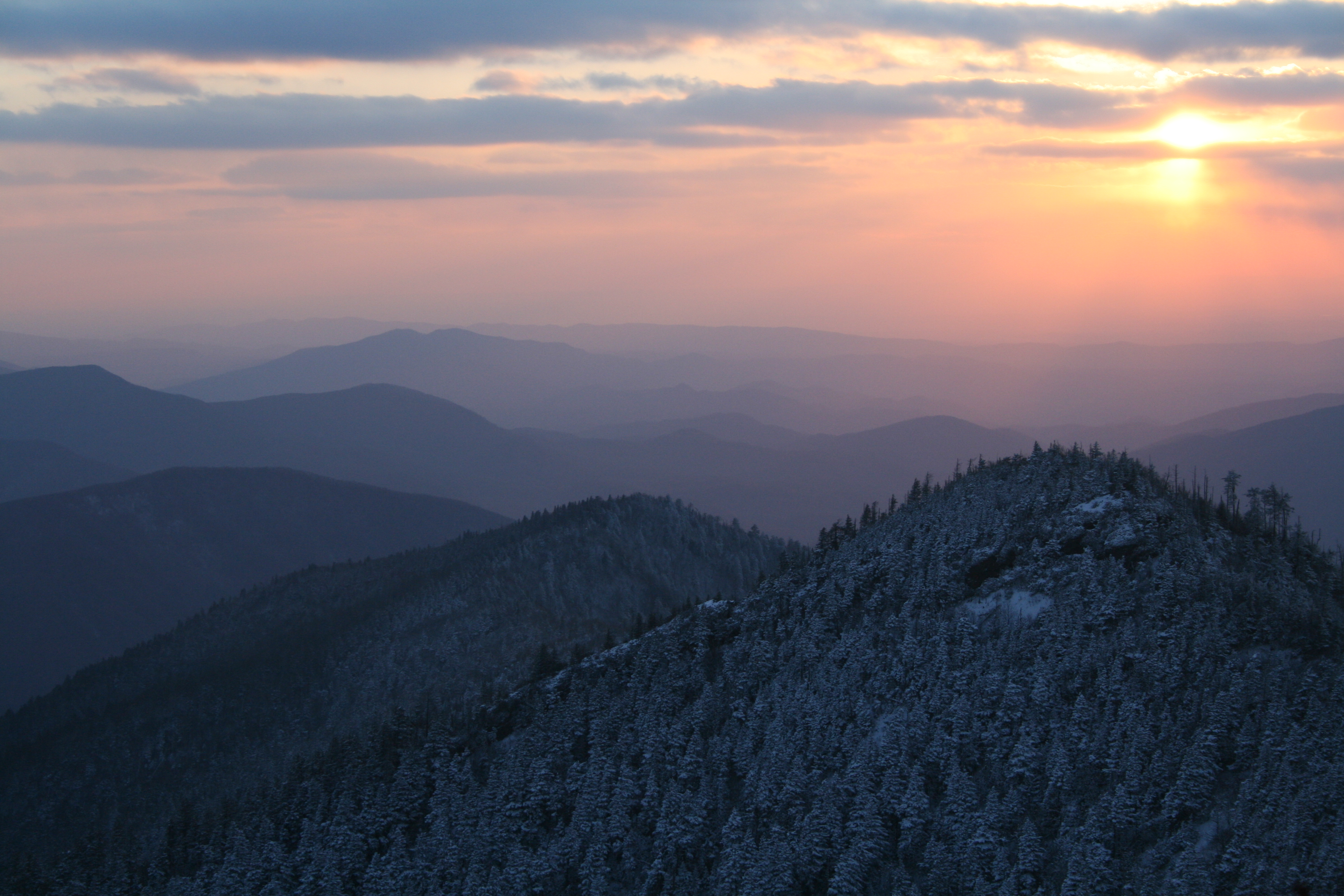
Vue des monts Great Smoky depuis le mont Le Conte.
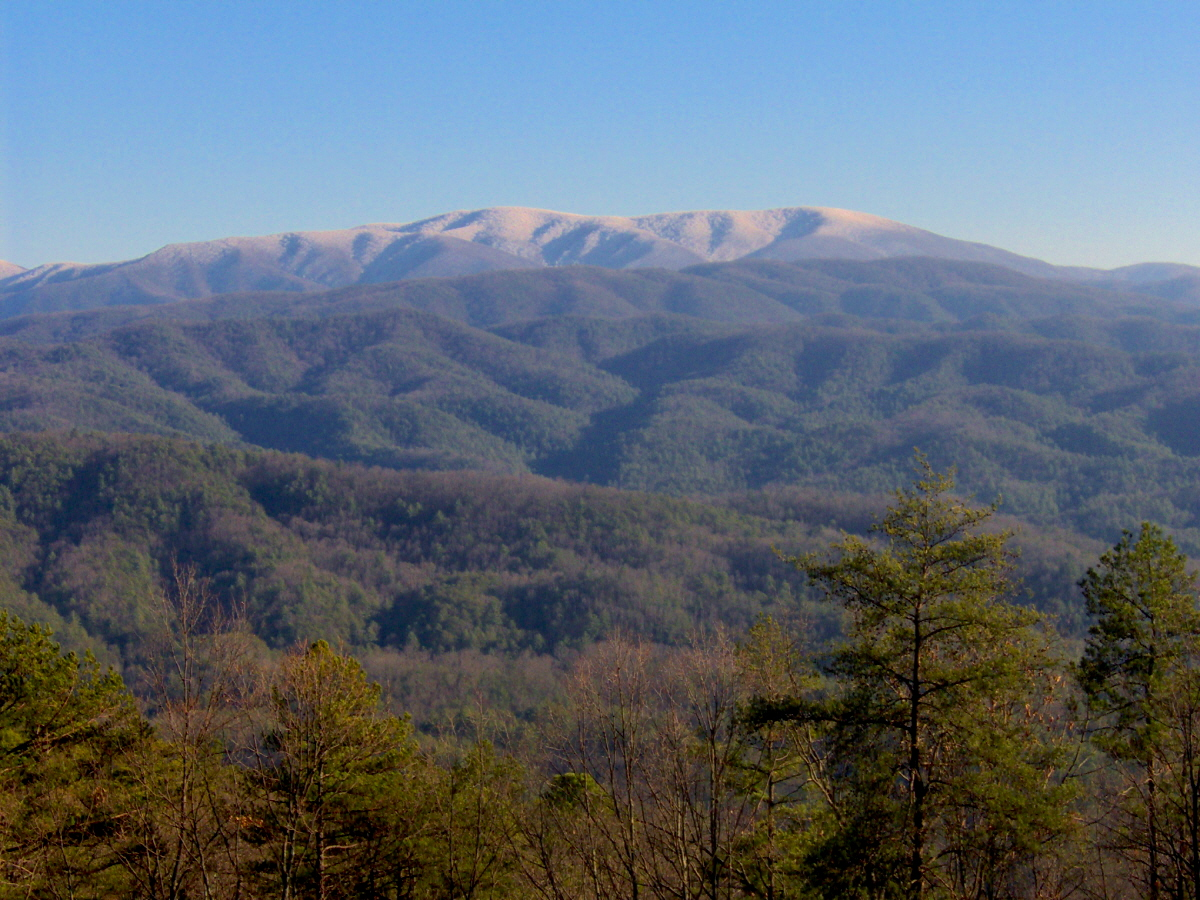
Le Gregory Bald vu depuis le mont Chilhowee.